# Pestel (bayerisches Adelsgeschlecht)

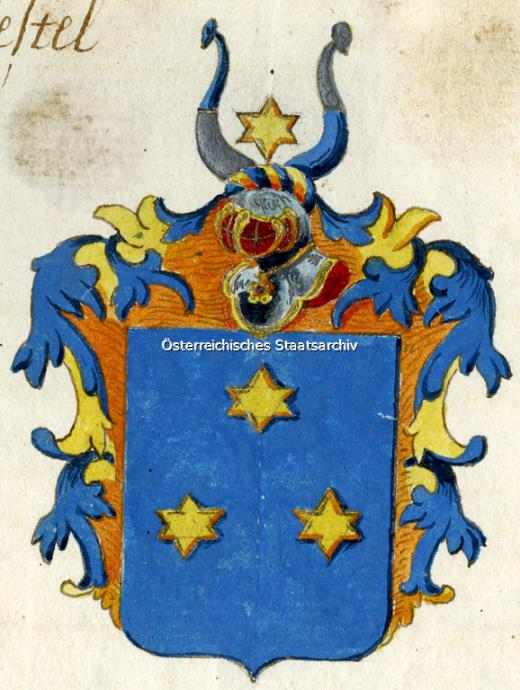
Wappen derer von Pestel (1764) im Österreichischen Staatsarchiv

Pestel ist der Name eines erloschenen bayerischen Briefadelsgeschlechts.
Die Familie ist zu unterscheiden von einem gleichnamigen westfälischen Briefadelsgeschlecht Pestel.

## Geschichte
Die Familie stammt laut Familienüberlieferung aus der Mark Brandenburg. Von Kaiser Maximilian I. erhielt die Familie für die Verdienste des kaiserlichen Feldobristen und Ritters Weippert Pestel einen Wappenbrief.
Johann Michael Pestel, Wechselnegotiant in Nürnberg, wurde mit Diplom vom 12. Januar 1764 und mit Prädikat „von“ in den Reichsadelsstand erhoben. Das Diplom gedenkt dabei auch einem anderen brandenburgischen Pestel dieser Familie, der sich 1711 mit der kurbrandenburgischen Gesandtschaft zur Kaiserkrönung in Frankfurt am Main eingefunden hatte. Der genannte Johann Michael von Pestel gründete in Nürnberg die Johann Michael von Pestel’sche Kinderlehrschul-Stiftung, die bis 1894 bestand.
Die Familie existierte noch bis in das 19. Jahrhundert. Franz Erwin Emmeran von Pestel (1739–1809), Kaufmann und Agent am kurmainzischen Hof, war mit Marie Wilhelmine Lindig verheiratet. Eine ihrer mindestens zwei Töchter, Elisabeth Wilhelmine von Pestel (1780–1833), heiratete den Emigranten Charles Antoine Chevalier de Moy de Sons, der zur Zeit der Französischen Revolution von Frankreich nach Bayern geflüchtet war.

## Wappen
Blasonierung des Wappens von 1764: In Blau drei (1:2) goldene Sterne. Auf dem blau-golden bewulsteten Helm mit blau-goldenen Helmdecken ein goldener Stern zwischen zwei von Blau und Silber übereck geteilten Büffelhörnern.